# Ernest Allard (politicus)
Joseph Gustave Ernest Allard (Brussel, 2 april 1840 - 7 augustus 1878) was een Belgisch liberaal volksvertegenwoordiger en advocaat.

## Biografie

### Familie
Ernest Allard was een telg uit de familie Allard. Hij was een zoon van Joseph-Gustave Allard, advocaat van de departementen van Financies en Openbare Werken, en Hortense Dansaert. Hij trouwde in 1865 in Brussel met Élise Rombaut (1844–1903). Ze kregen een dochter die volwassen werd, Louise (1868–1938), die in 1888 in Brussel trouwde met Maxime-Guillaume de Prelle de la Nieppe (1861–1944), advocaat, zoon van Emmanuel de Prelle de la Nieppe, eerste voorzitter van het hof van beroep in Brussel.

### Loopbaan
Allard werd doctor in de rechten aan de Université libre de Bruxelles (1862) en was advocaat in Brussel (1862-1878).
In 1871 werd hij gemeenteraadslid en in 1877-78 schepen van Onderwijs van Brussel. In april 1876 volgde hij Jean-François Vleminckx op als liberaal volksvertegenwoordiger voor het arrondissement Brussel en vervulde dit mandaat tot aan zijn vroegtijdige dood.
Allard was onder meer:
- bestuurder van de Université libre de Bruxelles (1872-1878),
- Achtbare Meester van de loge Union et Progrès in Brussel,
- lid van de algemene raad van de Ligue de l'enseignement,
- bestuurder van de Berg van Barmhartigheid in Brussel,
- lid van het Comité van de modelschool van de stad Brussel (1878).

## Eerbetoon
De Ernest Allardstraat (Frans: Rue Ernest Allard) in Brussel draagt zijn naam. Ze loopt van het Poelaertplein tot de Grote Zavel.

## Publicatie
- L'État et l'Église. Leur passé et leur avenir en Belgique, Brussel, Baertsven, 1872.